# Анналіз Кітінг
Анна Ліза Кітінг (уроджена Анна-Мей Гаркнесс) — вигаданий персонаж юридичного драматичного серіалу «Як уникнути покарання за вбивство» . Творець серіалу Пітер Новалк відповідає за створення та розвиток персонажа.З моменту появи серіалу, роль Кітінг грає американська актриса Віола Девіс . Головна героїня представлена як мудрий, високопоставлений адвокат у кримінальних справах і професор права в Університеті Міддлтона, який підтримує соціальний престиж і орієнтується в політиці університету.  Основна історія серіалу розпочинається, коли Анналіз обирає п’ятьох найкращих студентів, для роботи з нею, і вони опиняються в центрі справи про вбивство . Згодом, учні стають союзниками Анналіз і вони всі разом розслідують велику кількість жахливих вбивств.

## Характеристика
25 лютого 2014 року було оголошено, що Віола Девіс буде обрана на головну роль професорки Анналіз Кітінг.  Анналіз представлена як самодостатня та впевнена жінка, яка, здається, має ідеальне життя та користується повагою за її професіоналізм. Люди водночас бояться її та захоплюються нею .  Протягом серіалу її емоційний стан помітно змінюється, а залежність від алкоголю зростає, оскільки вона бере участь в численних злочининах разом зі своїми товаришами. 

## Сюжетні лінії

### Передісторія
Анналіз народилася з іменем Анна Мей Гаркнесс, донька Офелії та Мака, а також сестра Селестіни та Телоніуса. Її батько не брав участі в її житті. У дитинстві вона зазнала сексуального насильства з боку свого дядька Клайда, який жив з ними. Офелія (мати Анналіз)  побачила, як Клайд виходить з її кімнати, і зрозуміла, що сталося, що змусило її забрати своїх дітей і спалити будинок з Клайдом усередині. У юридичній школі у Анналіз почалися стосунки з Євою Ротло, але вони розлучилисяю Після того, Анналіз закохалася в Сема Кітінга, який був одружений. Але це не завадило їм створити нову сім'ю.

### 1 сезон
Головна історія цього сезону - вбивство Сема Кітінга. Головна героїня представлена як викладач кримінального захисту в Університеті Міддлтона, яка обирає студентів Лорел Кастільо, Мікаелу Пратт, Коннора Уолша, Ашера Міллстоуна та Веса Гіббінса для роботи виключно в її юридичній фірмі, де їй допомагають колеги Френк Делфіно та Бонні Вінтерботтом . Тіло Ліли Стенґард, студентки, яка зникла безвісти протягом кількох місяців, знайдено. Протягом багатьох досліджень ,виявлено, що чоловік Анналіз мав роман з цією молодою дівчиною, перед її смертю.Це викликає підозри у адвокатаю. Найкраща подруга Ліли , Ребекка Саттер зав'язує романтичні стосунки з Гіббінсом, у той час як місцеве поліцейське управління розслідує справу як Саттера, так і колишнього хлопця Ліли Гріффіна О'Райлі. Коли Сем починає підозрювати, що Ребекка знає про його роман із Лайлою, він починає жорстоко ставитися до неї та нападає на неї одного вечора, коли вона намагається перенести дані з його ноутбука на флешку . Гіббінс, Волш, Пратт і Кастільо з’являються, щоб допомогти Ребекці, і під час цього Мікаела штовхає Сема через поруччя на поверх нижче. Здавалося б, що Сем вже мертвий, і п’ятеро обдумують свій наступний крок, але він підстрибує й атакує Ребекку. Вес б'є Сема по голові трофеєм, на цей раз, удар виявився останнім. П'ятеро спалюють його тіло в лісі , за наказом Анналіз,яка допомагає їм знайти алібі. 
Анналіз має справу з поліцією, яка розслідує місцеперебування Сема, що робить її пов’язаною зі смертю Ліли, оприлюднивши їхній роман. Сестра Сема Ханна Кітінг приїжджає в місто, звинувачуючи Анналіз у смерті її брата.  Коли було знайдено останки Сема,  Анналіз вирішила діяти хитро, щоб уникнути арешту свого учня, звинувачує свого коханця Нейта Лахі,  Але вона намагається допомогти йому вийти на свободу, запропонувавши допомогу кілька колег-адвокатів. Одного разу ввечері один з її учнів злякано телефонує їй ,і просить прийти до нього в квартиру. Там вона знаходить своїх студентів і дізнається, що вони обв'язали Ребекку скотчем і замкнули її у ванній.  Згодом група забирає Ребекку до підвалу сім’ї Кітінгів, де вони тримають її, намагаючись побудувати проти неї справу, обвинувачуючи її у вбивстві Ліли, у цю теорію вони починають вірити, коли з’являються численні докази. Коли вони вирішують відпустити її, не знайшовши нічого конкретного, Ребекки вже немає. Анналіз звинувачує Веса в тому, що вона знаходиться, хоча насправді вони з Френком сховали тіло Ребекки, яку вбив хтось невідомий. 

### 2 сезон
Перші дев'ять епізодів зосереджені на справі Анналіз про Калеба та Кетрін Гепстолл та їх передбачуваній причетності до смерті своїх прийомних батьків. Друга частина сезону зосереджена на розслідуванні Веса, одного із студентів, навколо самогубства його матері десять років тому. Із спогадів з'ясовується, що Анналіз була причетна до самогубства матері хлопця. Причиною її смерті став тиск з боку адвокатів, щоб вона дала свідчення у справі Анналіз проти родини Махоні. Сезон закінчується тим, що головна героїня дізнається, що Френк, її помічник , винен у тому, що вона потрапила в автомобільну аварію та втратила свою дитину, багато років тому.

### 3 сезон
У цьому сезоні розповідається про історію пожежі будинку Анналіз. В той момент, всередині знаходився невідомий чоловік,який загинув під час цієї трагедії.  Анналіз виглядає спустошеною смертю незнайомця, ридає та погрожує поліції, щоб вона  заарештувала її за підпал власного будинку, що вони згодом і зробили.
З часом становище Анналіз в університеті опинилося під загрозою після того, як невідома особа розповсюджувала серію рекламних листівок, які розголошують її як вбивцю. В університеті вона зізнається, що бореться з алкоголізмом і втікає. Анналіз і Нейтом,намагються знайти безвісти зникшого Френка, а вбивство Воллеса Махоні все ще розслідується. У фіналі середини сезону Анналіз заарештовують після того, як тіло Веса витягли з її палаючого будинку. Однак Нейт, колишній коханець Анналіз, виявляє, що Вес був мертвий ще до початку пожежі.
Друга частина сезону зосереджена на розслідуванні смерті Веса та знаходженні його вбивці. Анналіз після арешту перебуває у в’язниці, їй відмовляють у звільненні під заставу, вона в депресії.

### 6 сезон
У кінці серіалу показують , як Анналіз померла за невідомих обставин, а на її честь проводяться похорони. Хоча насправді все було зовсім не так. Зараз Анналіз має справу з розслідуванням ФБР і, зрештою, її звинувачують  у смерті Сема Кітінга, Рональда Міллера, Ашера Мілстоуна, Ребекки Саттер, прокурора Емілі Сінклер і Калеба Гепстолла. Коли ФБР тисне на Кітінг , вона змушена переоцінити свій вибір у житті; зрештою, Анналіз виправдовують після  заключної суперечки, під час якої вона зізнається у скоєних злочинах і вперше розповідає всю правду. Через кілька хвилин головна героїня втрачає своїх помічників : Френка, і Бонні , вони гинуть у перестрілці, яка була спровокова самим Френком, коли він убив корумпованого губернатора, заради Анналіз.
Згодом виявилося, що похорони Анналіз відбулись через багато років у майбутньому після того, як Анналіз прожила довге життя разом з Теган Прайс. Серед присутніх всі її учні та навіть їх діти. Після похорону , Крістофер - син Лорел і Веса Гіббінса, стає професором старого класу права, який він називає «Як уникнути покарання за вбивство» на  честь Анниліз . Коли Крістофер починає свій перший урок, він бачить привида Анналіз , яка на мить усміхається йому серед учнів, а потім зникає.

## Нагороди головної героїні
Віола Девіс найбільш відома завдяки виступам в театрі, Девіс виграла свої перші премії «Тоні» і «Драма Деск» в 2001 році за роль другого плану в п'єсі «Король Хедлі II».  У 2012 році журнал Time вніс Девіс в список найвпливовіших людей світу [3]. З 2014 року Девіс виконує провідну роль в серіалі Шонди Раймс «Як уникнути покарання за вбивство», за який вона отримала премію «Еммі» за кращу жіночу роль у драматичному серіалі (ставши першою темношкірою акторкою, яка виграла нагороду в даній категорії) і « премію Гільдії кіноакторів США », а також номінацію на« Золотий глобус ».

## Зовнішні посилання
- "How to get away with a murder " 2014.
- ABC Picks Up ‘Selfie’, ‘Forever’, Jeff Lowell Comedy, ‘Galavant’, ‘The Whispers’, ‘How To Get Away With Murder’, ‘American Crime’, ‘Black-ish’ To Series'